# Peter Weir (regisseur)
Peter Lindsay Weir (Sydney, 21 augustus 1944) is een Australisch filmregisseur.
Hij studeerde kunst en rechten aan de universiteit van Sydney.
In zijn vaderland oogstte hij succes met de films Picnic at Hanging Rock (1975) en Gallipoli (1981). Beide films gelden thans als klassiekers van de Australische film.
Zijn eerste twee Amerikaanse films Witness (1985) en The Mosquito Coast (1986) zorgden voor een doorbraak in de carrière van acteur Harrison Ford. Dead Poets Society (1989) met Robin Williams was een groot commercieel succes. Ook films als Green Card (1990) en The Truman Show (1998) blijken nog steeds zeer populair.

## Filmografie
- 1971: Homesdale
- 1974: The Cars That Ate Paris
- 1975: Picnic at Hanging Rock
- 1977: The Last Wave
- 1979: The Plumber
- 1981: Gallipoli
- 1982: The Year of Living Dangerously
- 1985: Witness
- 1986: The Mosquito Coast
- 1989: Dead Poets Society
- 1990: Green Card
- 1993: Fearless
- 1998: The Truman Show
- 2003: Master and Commander: The Far Side of the World
- 2010: The Way Back